# Adetomeris microphthalma
Adetomeris microphthalma is een vlinder uit de familie nachtpauwogen (Saturniidae), onderfamilie Hemileucinae.
De wetenschappelijke naam van de soort is voor het eerst geldig gepubliceerd door Izquierdo in 1895.